# Liste der Europaregionen
Diese Liste gibt einen Überblick über die Europaregionen (auch Euregio, EuRegion oder Euroregion genannt).
Eine Sortierung gestaltet sich aufgrund der grenzüberschreitenden Natur schwierig, daher führt diese Liste die Regionen jeweils gegen den Uhrzeigersinn nacheinander auf.

## Europaregionen mit deutscher Beteiligung
- Fehmarnbeltregion (DE, DK)
Interreg III A der Region Lübeck/Ostholstein inkl. Fehmarn und dem dänischen Landkreis Storstrøms Amt
Große Städte in der Region: Lübeck, Eutin (DE), Nykøbing Falster, Næstved (DK)
- Region Fyns Amt/K.E.R.N. (DE, DK)
Interreg III A der Kiel Region in Schleswig-Holstein und dem Landkreis Fyns Amt (dt. Fünen)
Große Städte in der Region: Kiel (DE), Odense (DK)
- Region Sønderjylland-Schleswig (DE, DK; gegr. 1997)
Zusammenarbeit der dänischen Kommunen in Syddanmark Aabenraa, Sønderborg, Tønder und Haderslev und der deutschen Kreise in Südschleswig Schleswig-Flensburg, Nordfriesland und der Stadt Flensburg, deckt den größten Teil des alten Herzogtums Schleswig bzw. Sønderjyllands ab.
Große Städte in der Region: Flensburg (DE), Sønderborg (DK)
- Euregio Die Watten/Watteninseln (DE, DK, NL)
Nordfriesische Inseln (DE), Helgoland (DE), Dänische Wattenmeerinseln (DK), Ostfriesische Inseln (DE), Westfriesische Inseln (NL)
- Ems Dollart Region/Eems-Dollard-Region (DE, NL; gegr. 1977)
Grenzübergreifender Zweckverband in der Grenzregion mit Mitgliedern aus den niederländischen Provinzen Friesland, Groningen und Drente, sowie auf deutscher Seite aus Ostfriesland, dem Emsland und dem Cloppenburger Raum
Große Städte in der Region: Emden, Lingen (Ems) (DE), Groningen, Assen (NL)
- Euregio (DE, NL; gegr. 1958)
Sitz: Gronau (Westf.)
Landkreise Osnabrück und Grafschaft Bentheim, Gemeinden Emsbüren, Salzbergen und Spelle, sowie Stadt Osnabrück in Niedersachsen und das westliche Münsterland in Nordrhein-Westfalen, sowie Teile der niederländischen Provinzen Gelderland, Overijssel und Drente
Große Städte in der Region: Münster, Nordhorn, Osnabrück, Rheine (DE), Enschede, Hengelo (NL)
- Euregio Rhein-Waal/Euregio Rijn-Waal (DE, NL; gegr. 1973)
Große Städte in der Region: Duisburg, Wesel, Kleve (DE), Nijmegen, Arnhem (NL)
- Euregio Rhein-Maas-Nord/Euregio Rijn-Maas-Noord (DE, NL; gegr. 1978)
begann als freiwilliger Kooperationsverband deutscher und niederländische Kommunen im Grenzgebiet zwischen Rhein und Maas, 1993 Umbenennung von Grenzregion Rhein-Maas in euregio rhein-maas-nord, seit 2004 deutsch-niederländischer öffentlich-rechtlicher Zweckverband, Geschäftsstelle in Mönchengladbach
die Euregio mit der höchsten Bevölkerungsdichte an der deutsch-niederländischen Grenze: 1,8 Millionen Einwohner auf ca. 3.450 Quadratkilometern
Große Städte in der Region: Krefeld, Mönchengladbach, Neuss (DE), Venlo, Roermond (NL)
- Euregio Maas-Rhein/Maas-Rijn/Meuse-Rhin (DE, NL, BE; gegr. 1976)
Verein (Stichting) nach niederländischem Recht, bestehend aus der heutigen Städteregion Aachen, den Kreisen Düren, Euskirchen und Heinsberg (Nordrhein-Westfalen, DE), Süd- und Mittel-Limburg (NL), sowie den belgischen Provinzen Limburg und Lüttich (einschließlich der Deutschsprachigen Gemeinschaft), insgesamt rund 4 Millionen Einwohner
Große Städte in der Region: Aachen, Lüttich und Maastricht
- EuRegio SaarLorLuxRhein asbl (DE, FR, BE, LU; gegr. 1995)
gemeinnütziger Verein nach luxemburgischem Recht (asbl); Saarland und Rheinland-Pfalz in Deutschland, Lothringen in Frankreich, Luxemburg, Deutschsprachige Gemeinschaft Belgiens und Provinz Luxemburg in Belgien
- Metropolregion Oberrhein
  - Eurodistrikt PAMINA (DE, FR; gegr. 2003)
Teil der Oberrheinkonferenz
  - Oberrhein-Mitte-Süd/Rhin-Supérieur-Centre-Sud (DE, FR)
Teil der Oberrheinkonferenz
  - mit dem Eurodistrikt (Straßburg-Ortenau)
  -  RegioTriRhena (DE, CH, FR; gegr. 1995)
Südbaden, Nordwestschweiz und Oberelsass
Teil der  Oberrheinkonferenz
  - mit dem (trinationalen) Eurodistrikt Basel (TEB)
- Euregio Bodensee (DE, CH, FL, AT; gegr. 1997)[1]
Bodenseeraum: südliches Baden-Württemberg und Bayern in Deutschland (Landkreise Konstanz, Sigmaringen, Bodenseekreis, Ravensburg, Lindau, Oberallgäu), Vorarlberg in Österreich, Kantone St. Gallen, Thurgau, Schaffhausen, Zürich und beide Appenzell in der Schweiz, und das Fürstentum Liechtenstein
siehe auch Internationale Bodenseekonferenz, Internationaler Bodenseerat
- Euregio via salina (DE, AT; gegr. 1997)[2]
Teil von INTERREG III A – Kooperationsraum Österreich - Deutschland/Bayern
Kempten (Allgäu), Landkreis Oberallgäu, Lindau, Landkreis Ostallgäu, Kleinwalsertal, Bregenzerwald, Außerfern/Tirol
- Euregio Zugspitze-Wetterstein-Karwendel (DE, AT; gegr. 1998)[3]
Teil von INTERREG III A – Kooperationsraum Österreich – Deutschland/Bayern
  - REGIO Zugspitzregion e. V., REGIO Seefelder Plateau, Außerfern
- Euregio Inntal (DE, AT; gegr. 1998)
Teil von INTERREG III A – Kooperationsraum Österreich – Deutschland/Bayern
Landkreis und Stadt Rosenheim, Traunstein, Bezirk Kufstein und Kitzbühel
- EuRegio Salzburg – Berchtesgadener Land – Traunstein (DE, AT; gegr. 1994)
Teil von INTERREG III A – Kooperationsraum Österreich – Deutschland/Bayern
Salzburg, Berchtesgadener Land und Traunstein
- Inn-Salzach-Euregio (DE, AT; gegr. 1994)[4]
Teil von INTERREG III A – Kooperationsraum Österreich – Deutschland/Bayern
Deutsche Landkreise Traunstein, Mühldorf, Altötting, Rottal-Inn, Passau und Stadt Passau
Innviertel  und nordwestliches Hausruckviertel in Oberösterreich
- Euregio Bayerischer Wald-Böhmerwald-Mühlviertel (DE, AT, CZ; gegr. 1993)
Die EUREGIO Bayerischer Wald-Böhmerwald-Mühlviertel ist ein trilateraler Kooperationsraum. Dieser setzt sich zusammen aus der bayerischen Sektion Euregio Bayerischer Wald – Böhmerwald – Unterer Inn, der tschechischen Euroregion Šumava – jihozápadní Čechy und der österreichischen Euregio Bayerischer Wald – Böhmerwald / Regionalmanagement Mühlviertel. Neben rund 350 Landkreisen, Städten und Gemeinden sind auch zahlreiche Verbände und Vereine Teil dieser grenzüberschreitenden Euregio.
- Europaregion Donau-Moldau[5] (DE, AT, CZ)
Die 2012 gegründete Europaregion Donau-Moldau umfasst auf deutscher Seite die Regionen Niederbayern und die Oberpfalz; auf österreichischer Seite Oberösterreich und Niederösterreich mit dem Wald- und Mostviertel. Auf tschechischer Seite gehören die Bezirke Pilsen, Südböhmen sowie Vysočina dazu. Der Name der Europaregion Donau-Moldau setzt sich aus den beiden Lebensadern der Region, den Flüssen Donau und Moldau, zusammen.
- Euregio Egrensis (DE, CZ; gegr. 1993)
Die Region umfasst das östliche Oberfranken und die nördliche Oberpfalz in Bayern, das Vogtland und Westerzgebirge in Sachsen, südöstliche Landkreise in Thüringen sowie nordwestliche Kreise in Böhmen.
- Euroregion Erzgebirge/Krušnohoří (DE, CZ; gegr. 1992)
- Euroregion Elbe/Labe (DE, CZ)
Die 1992 gegründete Euroregion Elbe/Labe umfasst auf sächsischer Seite die Stadt Dresden und den Landkreis Sächsische Schweiz-Osterzgebirge. Auf tschechischer Seite gehören Teile des Ústecký kraj (Region Ústí), genauer gesagt die ehemaligen Kreise Okres Děčín, Okres Litoměřice, Okres Teplice und Okres Ústí nad Labem dazu.
Der Name der Euroregion Elbe/Labe setzt sich aus der deutschen und der tschechischen Bezeichnung für den durch das Gebiet der Euroregion fließenden Fluss Elbe zusammen.
- Euroregion Neiße-Nisa-Nysa (DE, CZ, PL; gegr. 1991)
- Euroregion Spree-Neiße-Bober/Euroregion Sprewa-Nysa-Bóbr (DE, PL; gegr. 1993)[6]
- Euroregion Pro Europa Viadrina (DE, PL; gegr. 1993)
- Euroregion Pomerania (DE, PL, SE (1998–2013); gegr. 1995)
DK als weiterer Partner vorgeschlagen

## Europaregionen mit schweizerischer Beteiligung
- Euregio Bodensee (DE, CH, FL, AT)[1]
(siehe oben)
- RegioTriRhena (DE, CH, FR)
(siehe oben)
- Regio Insubrica (CH, IT; gegr. 1995)
- Raetia Nova euroregion/Nova Raetia (CH, AT, IT)

## Europaregionen mit österreichischer Beteiligung
- Euregio Bodensee (DE, CH, FL, AT)[1]
(siehe oben)
- Raetia Nova euroregion/Nova Raetia (CH, AT, IT)
(siehe oben)
- Europaregion Tirol–Südtirol–Trentino (AT, IT; gegr. 1998)
- Europaregion Adria–Alpe–Pannonia (EU-Zukunftsregion – IT, SI, AT, HR, HU, SR; gegr. 2002)[7]
Die Regionen Veneto und Friaul-Julisch Venetien in Italien; ganz Slowenien; Kärnten, Steiermark, Burgenland in Österreich; die ungarischen Komitate Győr-Moson-Sopron, Somogy, Zala, Vas, Baranya, Tolna; die Region Vojvodina in Kroatien und Serbien
umfasst auch:
  - Euregio Steiermark–Slowenien / Graz – Maribor (AT, SI)[8]
Steiermark, Nordostslowenien (Koroška regija, Podravska regija, Pomurska regija, Savinjska regija)
Euregio West/Nyugat Pannonia euroregion (AT, HU; gegr. 2001)[9]
  - Burgenland und die drei westungarischen Komitate Győr-Moson-Sopron, Vas, Zala (gegr. 1998)
- CENTROPE - Europa Region Mitte (AT, CZ, SK, HU; gegr. 2003)
Burgenland, Niederösterreich, Wien, Westungarn, slowakische Landschaftsverbände Bratislav und Tyrnau die tschechische Region Südmähren
umfasst auch:
  - Euregio Weinviertel-Südmähren-Westslowakei/Pomoraví–Zahorie–Weinviertel euroregion (AT, SK, CZ; gegr. 1997)[10]
niederösterreichisches Weinviertel, tschechische Region Pomoraví, die westslowakische Záhorie
- Euroregion Silva Nortica (AT, CZ; gegr. 2002)[11]
Waldviertel in Niederösterreich, Okres Jindřichův Hradec in Tschechien
- Europaregion Donau-Moldau (DE, AT, CZ)
gegründet 2012 (siehe oben)
- Die EUREGIO Bayerischer Wald-Böhmerwald-Mühlviertel
(siehe oben)
- Inn-Salzach-Euregio (DE, AT)[4]
(siehe oben)
- EuRegio Salzburg – Berchtesgadener Land – Traunstein (DE, AT)
(siehe oben)
- Euregio Inntal (DE, AT)
(siehe oben)
- Euregio Zugspitze-Wetterstein-Karwendel (DE, AT)[3]
(siehe oben)
- Euregio via salina (DE, AT)[2]
(siehe oben)

## Weitere Europaregionen
- Euroregion Alpi-Mediterraneo/Alpes-Méditerranée (IT, FR; gegr. 2006)
Regionen Piemont (IT), Ligurien (IT), Aostatal (IT), Rhône-Alpes (F) und Provence-Alpes-Côte d’Azur
- Euroregion Altvater (PL, CZ)
- Euroregion Baltic (DK, LT, PL, RU, SE)[12]
- Euroregion Beskiden (PL, CZ, SK)
- Euroregion Białowieża-Urwald (PL, BY)
- Euroregion Bug (PL, BY, UA)
- Euroregion Donau-Drau-Save (BH, HR, HU)
- Euroregion Galicia-Norte (ES, PT; gegr. 2008)
- Euroregion Glacensis (PL, CZ)
- Euroregion Karpaten (PL, HU, SK, RO, UA; gegr. 1993)
- Euroregion Memel (PL, BY, LT, RU)
- Euroregion Silesia (PL, CZ)
- Euroregion Tatry (PL, SK)
- Euroregion Teschener Schlesien (PL, CZ)
- Euroregion Donau-Kreisch-Marosch-Theiß (HU, RO, SR)
- Euroregion Thrakien (BG, GR, TR; gegr. 2007)